# 勒蒙叙洛桑
勒蒙叙洛桑（法語：Le Mont-sur-Lausanne，法語發音：[lə mɔ̃ syʁ lɔzan] ⓘ，意为“洛桑上方的勒蒙”）是瑞士沃州的一个市镇，属于洛桑区。勒蒙叙洛桑的总面积为9.82平方公里，截至2018年12月31日总人口为8,523人。